# イアン・アンダーウッド
イアン・アンダーウッド（Ian Underwood 、1939年5月22日 - ）は、アメリカ合衆国のサクソフォーン奏者、フルート奏者、ピアニストである。1967年から1973年まで、フランク・ザッパが率いるザ・マザーズ・オブ・インヴェンション（以下、MOI）で活動し、ザッパのソロ・アルバムの制作にも携わった。

## 経歴
ニューヨーク州ニューヨーク出身。カリフォルニア大学バークレー校で作曲の修士を獲得。
1967年にニューヨークのギャリック劇場でMOIのコンサートを観て感銘を受けて、ザッパに直談判して加入を許され、同年9月末の初のヨーロッパ・ツアーに参加した。1973年9月までザッパと活動を続けて、MOIのメンバーとしてアルバムや映画の制作とライブ活動に参加したほか、1969年に発表された『ホット・ラッツ』などザッパのソロ・アルバムの制作にも携わった。1969年5月にはMOIのマリンバ奏者兼パーカッショニストのルース・コマノフと結婚した。
アンダーウッドは、長年にわたるザッパとの活動の後、映画音楽や数多くのミュージシャンのレコーディングでセッション・キーボーディストとしての経歴を積み、特にミニモーグ・シンセサイザーの卓越した技量でその名を知られている。彼の有名な業績には、クインシー・ジョーンズ、バーブラ・ストライサンド、ロニー・ブレイクリー、ヒュー・コーンウェル、バリー・マニロウ、リー・リトナーなどのレコーディング、1980年代に大ヒットしたドラマ・シリーズ『ナイトライダー』のメインテーマ曲（"The Stu Phillips Scores: Knight Rider". ）の演奏、ジェームズ・ホーナーが作曲した映画『タイタニック』（1997年）や『スニーカーズ』（1992年）の音楽の演奏など、様々なプロジェクトが含まれる。

## ディスコグラフィ
ザ・マザーズ・オブ・インヴェンション
- ウィー・アー・オンリー・イン・イット・フォー・ザ・マニー
- クルージング・ウィズ・ルーベン&ザ・ジェッツ
- アンクル・ミート
- バーント・ウィーニー・サンドウィッチ
- いたち野郎
- フィルモア・ライヴ '71
- 200モーテルズ
- ジャスト・アナザー・バンド・フロム L.A.
- オーヴァーナイト・センセーション
- ワズー

フランク・ザッパ
- ホット・ラッツ
- チャンガの復讐
- アポストロフィ (')